# Autograma
Un autograma (en griego antiguo: αὐτός = yo, γράμμα = letra) es una oración que se describe a sí misma en el sentido de que es un inventario de los propios caracteres que la forman. El concepto fue inventado por Lee Sallows, quien también acuñó la palabra "autograma". Una característica esencial es el uso de nombres de números cardinales completos, como "uno", "dos", etc., al registrar el recuento de caracteres. Los autogramas también se denominan oraciones autoenumerantes o autodocumentantes. A menudo, solo se registran los recuentos de letras y se ignoran los signos de puntuación, como en este ejemplo:

Esta frase contiene veinticinco letras a, trece letras c, siete letras d, cuarenta y tres letras e, dos letras f, dos letras h, diecinueve letras i, dieciocho letras l, trece letras n, diez letras o, veinticinco letras r, veintinueve letras s, treinta y una letras t, seis letras u, seis letras v, cuatro letras y y dos letras z.
Matthias Belz, 2014

## Historia
El primer autograma que se publicó fue compuesto por Sallows en 1982 y apareció en la columna Metamagical Themas de Douglas Hofstadter en la revista Scientific American.

Only the fool would take trouble to verify that his sentence was composed of ten a's, three b's, four c's, four d's, forty-six e's, sixteen f's, four g's, thirteen h's, fifteen i's, two k's, nine l's, four m's, twenty-five n's, twenty-four o's, five p's, sixteen r's, forty-one s's, thirty-seven t's, ten u's, eight v's, eight w's, four x's, eleven y's, twenty-seven commas, twenty-three apostrophes, seven hyphens and, last but not least, a single !
Sólo el tonto se tomaría la molestia de verificar que su oración estaba compuesta por diez a, tres b, cuatro c, cuatro d, cuarenta y seis e, dieciséis f, cuatro g, trece h, quince i, dos k, nueve l, cuatro m, veinticinco n, veinticuatro o, cinco p, dieciséis r, cuarenta y una s, treinta y siete t, diez o, ocho v, ocho w, cuatro x, once y, veintisiete comas, veintitrés apóstrofes, siete guiones y, por último, pero no menos importante, un solo !
(Nota: lógicamente, las traducciones al español no cumplen los enunciados que sí verifican los autogramas originales en inglés)

La tarea de producir un autograma es desconcertante porque el objeto que se va a describir no puede conocerse hasta que se completa su descripción.

## Pangramas autoenumerantes
Un tipo de autograma que ha despertado especial interés es el pangrama autográmico, una frase autoenumerable en la que cada letra del alfabeto aparece al menos una vez. Ciertas letras no aparecen en ninguno de los dos autogramas anteriores, por lo que no son pangramas. El primer pangrama autoenumerado apareció en un periódico holandés y fue compuesto por Rudy Kousbroek. Sallows, que vive en los Países Bajos, fue desafiado por Kousbroek a producir una traducción autoenumerante de este pangrama al inglés, una tarea que parecía imposible. Esto llevó a Sallows a construir una "Pangram Machine", una máquina pangrámica electrónica. Finalmente, la máquina tuvo éxito y produjo el siguiente ejemplo, que se publicó en Scientific American en octubre de 1984:

This pangram contains four as, one b, two cs, one d, thirty es, six fs, five gs, seven hs, eleven is, one j, one k, two ls, two ms, eighteen ns, fifteen os, two ps, one q, five rs, twenty-seven ss, eighteen ts, two us, seven vs, eight ws, two xs, three ys, & one z.
Este pangrama contiene cuatro a, una b, dos c, una d, treinta e, seis f, cinco g, siete h, once i, una j, una k, dos l, dos m, dieciocho n, quince o, dos p, una q, cinco r, veintisiete s, dieciocho t, dos u, siete v, ocho w, dos x, tres y y una z.

Sallows se preguntó si se podría producir un pangrama que contara sus letras como porcentajes de la oración completa, una tarea particularmente difícil ya que dichos porcentajes generalmente no serán números enteros exactos. Le mencionó el problema a Chris Patuzzo y, a finales de 2015, Patuzzo presentó la siguiente solución:

This sentence is dedicated to Lee Sallows and to within one decimal place four point five percent of the letters in this sentence are a's, zero point one percent are b's, four point three percent are c's, zero point nine percent are d's, twenty point one percent are e's, one point five percent are f's, zero point four percent are g's, one point five percent are h's, six point eight percent are i's, zero point one percent are j's, zero point one percent are k's, one point one percent are l's, zero point three percent are m's, twelve point one percent are n's, eight point one percent are o's, seven point three percent are p's, zero point one percent are q's, nine point nine percent are r's, five point six percent are s's, nine point nine percent are t's, zero point seven percent are u's, one point four percent are v's, zero point seven percent are w's, zero point five percent are x's, zero point three percent are y's and one point six percent are z's.
Esta oración está dedicada a Lee Sallows y, dentro de un decimal, el cuatro punto cinco por ciento de las letras en esta oración son a, el cero punto uno por ciento son b, el cuatro punto tres por ciento son c, el cero punto nueve por ciento son d, el veinte coma uno por ciento son e, el uno coma cinco por ciento son f, el cero coma cuatro por ciento son g, el uno coma cinco por ciento son h, el seis punto ocho por ciento son i, el cero punto uno por ciento son j, el cero punto uno por ciento son k, el uno punto uno por ciento son l, cero punto tres por ciento son m, doce punto uno por ciento son n, ocho punto uno por ciento son o, siete punto tres por ciento son p, cero coma uno por ciento son q, nueve punto nueve por ciento son r, cinco punto seis por ciento son s, nueve punto nueve por ciento son t, cero punto siete por ciento son u, uno punto cuatro por ciento son v, cero punto siete por ciento son w, cero punto cinco por ciento son x, cero punto tres por ciento son y y uno punto seis por ciento son z.

Más tarde, en 2017, Matthias Belz decidió traspasar los límites al crear un autograma pangramático con una precisión de cinco decimales:

Rounded to five decimal places, two point six five two five two percent of the letters of this sentence are a’s, zero point zero eight eight four two percent are b’s, two point six five two five two percent are c’s, zero point four four two zero nine percent are d’s, nineteen point eight zero five four eight percent are e’s, three point four four eight two eight percent are f’s, one point seven six eight three five percent are g’s, two point nine one seven seven seven percent are h’s, seven point eight six nine one four percent are i’s, zero point zero eight eight four two percent are j’s, zero point zero eight eight four two percent are k’s, zero point three five three six seven percent are l’s, zero point one seven six eight three percent are m’s, ten point two five six four one percent are n’s, eight point nine three zero one five percent are o’s, four point seven seven four five four percent are p’s, zero point zero eight eight four two percent are q’s, nine point five four nine zero seven percent are r’s, four point nine five one three seven percent are s’s, nine point six three seven four nine percent are t’s, two point zero three three six zero percent are u’s, two point seven four zero nine four percent are v’s, one point six seven nine nine three percent are w’s, zero point nine seven two five nine percent are x’s, zero point zero eight eight four two percent are y’s and one point nine four five one eight percent are z’s.
Redondeado a cinco decimales, dos coma seis cinco dos cinco dos por ciento de las letras de esta oración son a, cero coma cero ocho ocho cuatro dos por ciento son b, dos coma seis cinco dos cinco dos por ciento son c, cero coma cuatro cuatro dos cero nueve por ciento son d, diecinueve coma ocho cero cinco cuatro ocho por ciento son e, tres coma cuatro cuatro ocho dos ocho por ciento son f, uno coma siete seis ocho tres cinco por ciento son g, dos coma nueve uno siete siete siete por ciento son h, siete coma ocho seis nueve uno cuatro por ciento son i, cero coma cero ocho ocho cuatro dos por ciento son j, cero coma cero ocho ocho cuatro dos por ciento son k, cero coma tres cinco tres seis siete por ciento son l, cero coma uno siete seis ocho tres por ciento son m, diez coma dos cinco seis cuatro uno por ciento son n, ocho coma nueve tres cero uno cinco por ciento son o, cuatro coma siete siete cuatro cinco cuatro por ciento son p, cero coma cero ocho ocho cuatro dos por ciento son q, nueve coma cinco cuatro nueve cero siete por ciento son r, cuatro coma nueve cinco uno tres siete por ciento son s, nueve coma seis tres siete cuatro nueve por ciento son t, dos coma cero tres tres seis cero por ciento son u, dos coma siete cuatro cero nueve cuatro por ciento son v, un coma seis siete nueve nueve tres por ciento son w, cero coma nueve siete dos cinco nueve por ciento son x, cero coma cero ocho ocho cuatro dos por ciento son y y uno coma nueve cuatro cinco uno ocho por ciento son z.

Sin embargo, no importa la precisión del redondeo, el porcentaje de letras utilizadas aún no es exacto. Por ello, en ese mismo año Matthias Belz pasó a crear un autograma pangramático que utiliza porcentajes exactos en lugar de valores redondeados:

Exactly three point eight seven five percent of the letters of this autogram are a’s, zero point one two five percent are b’s, three point five percent are c’s, zero point two five percent are d’s, twenty-one point two five percent are e’s, three point seven five percent are f’s, zero point three seven five percent are g’s, one point five percent are h’s, seven point two five percent are i’s, zero point one two five percent are j’s, zero point one two five percent are k’s, zero point three seven five percent are l’s, zero point two five percent are m’s, nine point seven five percent are n’s, seven point five percent are o’s, six point five percent are p’s, zero point one two five percent are q’s, nine point three seven five percent are r’s, five point one two five percent are s’s, ten percent are t’s, zero point three seven five percent are u’s, four point six two five percent are v’s, one point five percent are w’s, zero point five percent are x’s, zero point three seven five percent are y’s and one point five percent are z’s.
Exactamente tres coma ocho siete cinco por ciento de las letras de este autograma son a, cero coma uno dos cinco por ciento son b, tres coma cinco por ciento son c, cero coma dos cinco por ciento son d, veintiún coma dos cinco por ciento son e, tres coma siete cinco por ciento son f, cero coma tres siete cinco por ciento son g, uno coma cinco por ciento son h, siete coma dos cinco por ciento son i, cero coma uno dos cinco por ciento son j, cero coma uno dos cinco por ciento son k, cero coma tres siete cinco por ciento son l, cero coma dos cinco por ciento son m, nueve coma siete cinco por ciento son n, siete coma cinco por ciento son o, seis coma cinco por ciento son p, cero coma uno dos cinco por ciento son q, nueve coma tres siete cinco por ciento son r, cinco coma uno dos cinco por ciento son s, diez por ciento son t, cero coma tres siete cinco por ciento son u, cuatro coma seis dos cinco por ciento son v, uno coma cinco por ciento son w, cero coma cinco por ciento son x, cero coma tres siete cinco por ciento son y y uno coma cinco por ciento son z.

Se puede formar un autograma de porcentaje exacto más corto si se omite la propiedad pangramática:

This self-enumerating sentence is composed of exactly zero point eight percent a’s, five point two percent c’s, zero point six percent d’s, seventeen percent e’s, one point eight percent f’s, one point two percent g’s, one point two percent h’s, seven point two percent i’s, one percent l’s, zero point six percent m’s, twelve point six percent n’s, nine point two percent o’s, eight point six percent p’s, six point six percent r’s, seven point six percent s’s, eleven point four percent t’s, one point four percent u’s, one point four percent v’s, one point four percent w’s, one point eight percent x’s, zero point four percent y’s and one percent z’s.
Esta oración autoenumerable se compone exactamente de cero coma ocho por ciento a, cinco coma dos por ciento c, cero coma seis por ciento d, diecisiete por ciento e, uno coma ocho por ciento f, uno coma dos por ciento g, uno coma dos por ciento h, siete coma dos por ciento i, uno por ciento l, cero coma seis por ciento m, doce coma seis por ciento n, nueve coma dos por ciento o, ocho coma seis por ciento p, seis coma seis por ciento r, siete coma seis por ciento s, once coma cuatro por ciento t, uno coma cuatro por ciento de u, uno coma cuatro por ciento de v, uno coma cuatro por ciento de w, uno coma ocho por ciento de x, cero coma cuatro por ciento de y y uno por ciento de z.

## Generalizaciones
Existen autogramas que exhiben características autodescriptivas adicionales. Además de contar cada letra, aquí también se nombra el número total de letras que aparecen:

This sentence contains one hundred and ninety-seven letters: four a's, one b, three c's, five d's, thirty-four e's, seven f's, one g, six h's, twelve i's, three l's, twenty-six n's, ten o's, ten r's, twenty-nine s's, nineteen t's, six u's, seven v's, four w's, four x's, five y's, and one z.
Esta oración contiene ciento noventa y siete letras: cuatro a, una b, tres c, cinco d, treinta y cuatro e, siete f, una g, seis h, doce i, tres l, veintiséis n, diez o, diez r, veintinueve s, diecinueve t, seis u, siete v, cuatro w, cuatro x, cinco y y una z.

Así como un autograma es una oración que se describe a sí misma, existen cadenas cerradas de oraciones, cada una de las cuales describe a su predecesora en la cadena. Visto así, un autograma es un encadenamiento de longitud 1. A continuación se muestra un encadenamiento de longitud 2:
| The right-hand sentence contains four a's, one b, three c's, three d's, thirty-nine e's, ten f's, one g, eight h's, eight i's, one j, one k, four l's, one m, twenty-three n's, fifteen o's, one p, one q, nine r's, twenty-three s's, twenty-one t's, four u's, seven v's, six w's, two x's, five y's, and one z. |

| The left-hand sentence contains four a's, one b, three c's, three d's, thirty-five e's, seven f's, four g's, eleven h's, eleven i's, one j, one k, one l, one m, twenty-six n's, fifteen o's, one p, one q, ten r's, twenty-three s's, twenty-two t's, four u's, three v's, five w's, two x's, five y's, and one z. |

| La oración de la derecha contiene cuatro a, una b, tres c, tres d, treinta y nueve e, diez f, una g, ocho h, ocho i, una j, una k, cuatro eles, una m, veintitrés. n, quince o, una p, una q, nueve r, veintitrés s, veintiuna t, cuatro u, siete v, seis w, dos x, cinco y y una z. |

| La oración de la izquierda contiene cuatro a, una b, tres c, tres d, treinta y cinco e, siete f, cuatro g, once h, once i, una j, una k, una l, una m, veintiséis. n, quince o, una p, una q, diez r, veintitrés s, veintidós t, cuatro u, tres v, cinco w, dos x, cinco y y una z. |

## Reflexicones
Un tipo especial de autograma es el 'reflexicón' (abreviatura de "léxico reflexivo"), que es una lista de palabras autodescriptiva que enumera sus propias frecuencias de letras. Las restricciones sobre los reflexicones son mucho más estrictas que sobre los autogramas porque se pierde la libertad de elegir palabras alternativas como "contiene", "comprende" o "emplea". Sin embargo, todavía existe cierto grado de libertad al añadir a la lista entradas que sean estrictamente superfluas.
Por ejemplo, "Sixteen e's, six f's, one g, three h's, nine i's, nine n's, five o's, five r's, sixteen s's, five t's, three u's, four v's, one w, four x's" ("Dieciséis e, seis f, una g, tres h, nueve i, nueve n, cinco o, cinco r, dieciséis s, cinco t, tres u, cuatro v, una w, cuatro x") es un reflexicón, pero incluye lo que Sallows llama texto falso, que consiste en tener alguna letra solo una vez. El texto falso tiene el formato "una #", donde "#" puede ser cualquier signo tipográfico que no esté incluido previamente en la lista. Sallows ha realizado una extensa búsqueda informática y conjetura que solo existen tres reflexiconones en inglés puro (es decir, sin texto falso).
| thirteen e's, five f's, two g's, five h's, eight i's, two l's, three n's, six o's, six r's, twenty s's, twelve t's, three u's, four v's, six w's, four x's, two y's. |

| fifteen e's, seven f's, four g's, six h's, eight i's, four n's, five o's, six r's, eighteen s's, eight t's, four u's, three v's, two w's, three x's. |

| sixteen e's, five f's, three g's, six h's, nine i's, five n's, four o's, six r's, eighteen s's, eight t's, three u's, three v's, two w's, four x's. |

| trece e, cinco f, dos g, cinco h, ocho i, dos eles, tres enes, seis o, seis er, veinte s, doce t, tres u, cuatro v, seis w, cuatro x, dos y. |

| quince e, siete f, cuatro g, seis h, ocho i, cuatro n, cinco o, seis r, dieciocho s, ocho t, cuatro u, tres v, dos w, tres x. |

| dieciséis e, cinco f, tres g, seis h, nueve i, cinco n, cuatro o, seis r, dieciocho s, ocho t, tres u, tres v, dos w, cuatro x. |

## Otras variantes
Hay muchas variantes diferentes de autogramas. Una de esas variantes es representar las frecuencias de las letras usando números romanos:

This sentence has iii a's, i b, ii c's, ii d's, iv e's, i f, i g, iii h's, xxxiv i's, i j, i k, i l, i m, iv n's, i o, i p, i q, i r, xv s's, iii t's, i u, vii v's, i w, v x's, and i y.
Esta oración tiene III a, I b, II c, II d, IV e, I f, I g, III h, XXXIV i, I j, I k, I l, I m, IV n, I o, I p, I q, I r, XV s, III t, I u, VII v, I w, V x y I y.

El recuento de frecuencia también se puede reemplazar utilizando las cifras del sistema de numeración decimal en lugar de sus numerales correspondientes:

This sentence has 3 a's, 1 b, 2 c's, 2 d's, 4 e's, 1 f, 1 g, 3 h's, 2 i's, 1 j, 1 k, 1 l, 1 m, 4 n's, 1 o, 1 p, 1 q, 1 r, 20 s's, 3 t's, 1 u, 1 v, 1 w, 1 x, 1 y, 3 0's, 20 1's, 8 2's, 6 3's, 3 4's, 1 5, 2 6's, 1 7, 2 8's, and 1 9.
Esta oración tiene 3 a, 1 b, 2 c, 2 d, 4 e, 1 f, 1 g, 3 h, 2 i, 1 j, 1 k, 1 l, 1 m, 4 n, 1 o, 1 p, 1 q, 1 r, 20 s, 3 t, 1 u, 1 v, 1 w, 1 x, 1 y, 3 0, 20 1, 8 2, 6 3, 3 4, 1 5, 2 6, 1 7, 2 8 y 1 9.

## Autogramas en español
La página de internet Autograms: Self-Enumerating Sentences (Spanish) contiene algunos interesantes ejemplos, como el pangrama autográmico que figura a continuación:

Esta frase usa setenta y ocho veces la letra «a», una vez la letra «b», treinta veces la letra «c», seis veces la letra «d», noventa y nueve veces la letra «e», dos veces la letra «f», una vez la letra «g», tres veces la letra «h», dieciocho veces la letra «i», una vez la letra «j», una vez la letra «k», cincuenta y cinco veces la letra «l», una vez la letra «m», veintiséis veces la letra «n», una vez la letra «ñ», doce veces la letra «o», una vez la letra «p», una vez la letra «q», treinta y seis veces la letra «r», treinta y cuatro veces la letra «s», cuarenta y seis veces la letra «t», diecisiete veces la letra «u», treinta y dos veces la letra «v», una vez la letra «w», una vez la letra «x», nueve veces la letra «y» y once veces la letra «z».
Carlos Batet Ribera, 1999